# Kugelkopfkeule
Die Kugelkopfkeule (engl. ball club oder ball-headed club) ist eine Schlagwaffe nordamerikanischer Indianerstämme.

## Beschreibung
Die Kugelkopfkeule besteht aus Holz. Sie ist am Heft rund und wird von dort zum Schlagkopf breiter. Der Schlagkopf ist als Kugel ausgearbeitet. Der gesamte Schaft der Keule kann mit traditionellen Schnitzereien versehen sein. Die Verzierung stellt häufig ein Tier dar, das die Kugel hält, beispielsweise die Krallen eines Adlers oder das Gebiss eines Raubtiers. Diese Darstellungen haben einen religiösen Hintergrund bei den verschiedenen Ethnien. Die Kugelkopfkeule wurde u. a. von den Ute, Wyandot und Irokesen benutzt. Die Kugelkopfkeule gibt es in verschiedenen Versionen, die sich in Form und Verzierung unterscheiden. Davon sind manche an der Kugel mit einem Metallstachel versehen.